# Brachypelma klaasi
Brachypelma klaasi là một loài nhện trong họ Theraphosidae. Loài này được miêu tả khoa học năm 1994 được đặt theo tên Peter Klaas.
B. klaasi sống chủ yếu ở México. Nó có kích thước khoảng 6 cm và chiều dài chân khoảng 14 đến 16 cm.